# 649.
◄ | 6. stoljeće | 7. stoljeće | 8. stoljeće | ►
◄ | 610-ih | 620-ih | 630-ih | 640-ih | 650-ih | 660-ih | 670-ih | ►
◄◄ | ◄ | 646. | 647. | 648. | 649. | 650. | 651. | 652. | ► | ►►
Astronomija • Književnost • Kršćanstvo • Pravo • Promet

## Smrti
- 14. svibnja – Teodor I., papa

## Vanjske poveznice
|  | Zajednički poslužitelj ima još gradiva o temi 649. |